# Isles of Scilly Skybus
Isles of Scilly Skybus ist eine britische Regionalfluggesellschaft mit Sitz in Penzance und Basis auf dem dortigen Flughafen Land’s End.

## Geschichte
Isles of Scilly Skybus wurde im Jahr 1984 gegründet und nahm im gleichen Jahr den Flugbetrieb vom Flughafen Land’s End aus auf. Die Fluggesellschaft besitzt eine Lizenz der Klasse B und ist ein Tochterunternehmen der Westwards Airways, fliegt aber weiterhin unter eigenem Namen.

## Flugziele
Isles of Scilly Skybus verbindet das britische Festland mit den Isles of Scilly vor der Küste Cornwalls.

## Flotte
Mit Stand April 2025 besteht die Flotte der Isles of Scilly Skybus aus vier Flugzeugen mit einem Durchschnittsalter von 45,5 Jahren:
| Flugzeugtyp                              | Anzahl | bestellt | Anmerkungen | Sitzplätze | Durchschnittsalter |
| ---------------------------------------- | ------ | -------- | ----------- | ---------- | ------------------ |
| De Havilland Canada DHC-6-300 Twin Otter | 4      |          |             | 19         | 45,5 Jahre         |
| Gesamt                                   | 4      | -        |             |            | 45,5 Jahre         |

(vormals verwendete Flugzeuge: 4 Britten-Norman BN-2 Islander).